# Władysław Drelicharz
Władysław Drelicharz (ur. 16 września 1913 w Tuchowie, zm. 21 listopada 1944 na południe od Faenzy) – kapitan Wojska Polskiego, kawaler Virtuti Militari.

## Życiorys
Urodził się w 1913 r. w małopolskim Tuchowie. Należał do Związku Strzeleckiego. Uczył się w Szkole Podchorążych Piechoty w Ostrowie-Komorowie. Po jej ukończeniu w roku 1936 jako podporucznik przydzielony został do 51 pułku piechoty Strzelców Kresowych w Brzeżanach.
Podczas kampanii wrześniowej walczył jako oficer informacyjny 51 pułku piechoty Strzelców Kresowych. Po wkroczeniu Armii Czerwonej i rozwiązaniu jednostki udał się do Brzeżan. W grudniu 1939 roku przekroczył granicę węgierską.
W 1940 zgłosił się do punktu zbornego Samodzielnej Brygady Strzelców Karpackich w Bejrucie. Po opuszczeniu strefy francuskiej i dołączeniu do Brytyjczyków, został dowódcą plutonu w stopniu porucznika. Walczył w obronie Tobruku i bitwie pod Gazalą. W nocy z 20 na 21 listopada 1941 roku został ranny w czasie wypadu z twierdzy tobruckiej. 
Z chwilą utworzenia 2 Korpusu Polskiego, jako kapitan, został dowódcą 2 szwadronu 4 pułku pancernego „Skorpion”. Uczestniczył w bitwie o Monte Cassino, gdzie został ranny. Za bitwę pod Monte Cassino został odznaczony orderem Virtuti Militari. Następnie uczestniczył w bitwie o Ankonę oraz bojach o Cesano i Vicinato.
Poległ wraz z załogą swojego czołgu 21 listopada 1944 w czasie natarcia w górach na południe od Faenzy, między szosą Florencja – Forli a rzeką Samoggia. Pierwotnie został pochowany w Dovadola, a następnie jego prochy przeniesiono na polski cmentarz wojskowy w Bolonii.
W rodzinnym Tuchowie znajduje się ulica nazwana jego imieniem oraz symboliczna mogiła. Pośmiertnie awansowany do stopnia majora.

## Ordery i odznaczenia
Lista według opracowania:
- Krzyż Złoty Orderu Wojskowego Virtuti Militari nr 73[5]
- Krzyż Srebrny Orderu Wojskowego Virtuti Militari nr 8800[6]
- Krzyż Walecznych dwukrotnie
- Krzyż Pamiątkowy Monte Cassino
- Krzyż Czynu Bojowego Polskich Sił Zbrojnych na Zachodzie
- Africa Star
- Italy Star
- 1939–1945 Star
- War Medal 1939–1945